# カーブアウト

## カーブアウト（CARVEOUT）
カーブアウト（CARVEOUT）は、エンターファンズが運営するライバー事務所。ライブ配信プラットフォームを中心に、ライバーやクリエイターを支援している。

### 概要
運営する公式サイトによれば、17LIVE、TikTok LIVE、Pococha、IRIAMなどの配信アプリで活動するライバーやクリエイターを中心に、2万人以上が所属しているとされる（2025年8月時点）。

### 事務所概要
代表者は小野寺聡一氏および石井翔氏が務め、所在は東京都渋谷区千駄ヶ谷5-27-5 WeWorkリンクスクエア新宿16Fであることが、プレスリリースに記載されている。

### 支援体制とメディア露出
同公式サイトによれば、専属マネージャーを2～3名配置し、配信初心者でも安心して活動できるサポート体制を整えている。また、渋谷スクランブルや雑誌、テレビ出演など多彩なメディア露出を提供している。

### 特記すべきパートナー認定
カーブアウトは17LIVEの**GOLDパートナー**、およびTikTok LIVEの**Official Partner**にも認定されており、公式サイトや関連情報でその実績が紹介されている。

### イベント・企画事例
2025年5月には、音楽ライバー向けの新企画「オリジナル楽曲制作権争奪戦」を開催。参加ライバーは有名作家による楽曲制作に関われる機会を得た。

### 評価・紹介記事
多数のメディアで紹介されており、『CARVEOUTは12,000名以上のライバーを抱える大手事務所である』と評される記事もある。

### その他実績
所属ライバーはテレビ（ゴールデンタイム）、AbemaTV、映画館上映CM、雑誌など、多様なメディアに出演・掲載されていると、エイベックス関連サイト「ライバー探検隊」にて紹介されている。